# Volodimir Vasziljovics Bezszonov
Volodimir Vasziljovics Bezszonov (ukránul: Володимир Васильович Безсонов; Harkov, 1958. március 5. –) ukrán labdarúgóedző, szovjet válogatott labdarúgó.
A szovjet válogatott tagjaként részt vett az 1980. évi nyári olimpiai játékokon, az 1988-as Európa-bajnokságon, illetve az 1982-es, az 1986-os és az 1990-es világbajnokságon.

## Sikerei, díjai
Dinamo Kijev
- Szovjet bajnok (6): 1977, 1980, 1981, 1985, 1986, 1990
- Szovjet kupa (5): 1978, 1982, 1985, 1987, 1990
- Szovjet szuperkupa (3): 1980, 1985, 1986
- Kupagyőztesek Európa-kupája (1): 1985–86
- Trofeo Santiago Bernabéu (1): 1986

Makkabi Haifa
- Izraeli bajnok (1): 1990–91
- Izraeli kupa (1): 1990–91

Szovjetunió
- Ifjúsági világbajnok (1): 1977
- Olimpiai bronzérmes (1): 1980
- Európa-bajnoki döntős (1): 1988

Egyéni
- Az ifjúsági világbajnokság aranylabdása (1): 1977
- Az év ukrán labdarúgója (1): 1989